# William Crowninshield Endicott
William Crowninshield Endicott (Salem, 19 de noviembre de 1826-Boston, 6 de mayo de 1900) fue un abogado y político estadounidense, que se desempeñó como secretario de Guerra de los Estados Unidos en el gabinete de Grover Cleveland.

## Biografía
Nació en Salem (Massachusetts) en noviembre de 1826, siendo educado en Salem Latin School. Egresado de la Universidad de Harvard en 1847, asistió a la Escuela de Derecho Harvard y fue admitido en el colegio de abogados en 1850, formando parte del bufete de abogados Perry y Endicott.
En su carrera política, fue miembro del consejo de la ciudad Salem, en tres períodos (1852, 1853 y 1857), siendo su presidente en su último mandato. Entre 1858 y 1859 fue procurador de la ciudad. En 1879 se postuló para el Congreso de los Estados Unidos, siendo derrotado. Se desempeñó como juez de la Corte Suprema de Massachusetts entre 1873 y 1882; y en 1884 fue candidato a gobernador de Massachusetts por el Partido Demócrata. Originalmente había sido miembro del Partido Whig.
Se desempeñó como Secretario de Guerra de los Estados Unidos, del 5 de marzo de 1885 al 5 de marzo de 1889, en la presidencia de Grover Cleveland. En el cargo, propuso que el Congreso promulgue una legislación que requiera que los oficiales del Ejército pasen un examen como condición para la promoción; solicitó autorización para la publicación de los registros del Departamento de Guerra por parte del Impresor Público; y recomendó que los poderes de los Departamentos de Guerra y del Tesoro sean definidos mediante una legislación para evitar problemas con los desembolsos. También integró la Junta de Fortificaciones del Congreso, recomendando un programa de modernización de las defensas portuarias en los Grandes Lagos y la Costa Este de los Estados Unidos.
Tras dejar el cargo, se mudó a Boston. En sus últimos años, fue supervisor en Harvard College desde 1875 hasta 1885, presidente de la Harvard Alumni Association entre 1888 y 1890, y miembro de la corporación entre 1884 y 1895. Fue presidente de la Academia de Ciencias Peabody y del Fondo de Educación Peabody. También integró la Sociedad Histórica de Massachusetts y en 1862 había sido designado miembro de la American Antiquarian Society.
Falleció en Boston el 6 de mayo de 1900.